# 第一胃鼓脹症
第一胃鼓脹症（だいいちいこちょうしょう、ruminal tympany）とは第一胃内発酵により大量に産生されたガスによって第一胃が過度に拡張して消化あるいは呼吸機能が傷害された状態。胃内容物がガスと混合している泡沫性と分離している遊離性に区別される。左側上膁部の膨張、食欲不振、不安、興奮、抑うつを示す。治療には胃カテーテル、套管針による胃内ガスの排除、消泡剤や制酵剤の経口投与、第一胃切開を行う。